# Вегелар, Ян
Виллем Николас Ян Вегелар (нидерл. Willem Nicolaas Jan Weggelaar; род. 29 октября 1960, Амстердам) — нидерландский футболист, защитник и полузащитник. Воспитанник футбольной школы амстердамского «Аякса». Выступал также за ПЕК Зволле и «Виллем II».

## Биография
Ян Вегелар родился 29 октября 1960 года в городе Амстердам. В 1976 году Вегелар попал в молодёжный состав «Аякса». В команде Ян играл вместе Франком Рейкардом, Вимом Кифтом и Джоном Холсхёйсеном. В 1980 году Вегелар вместе с Рейкардом был переведён в основу «Аякса». Ян дебютировал за клуб 23 августа 1980 года в возрасте 19 лет  в матче чемпионата Нидерландов против клуба «Гоу Эхед Иглз». Он вышел на замену на 88-й минуте, заменив датского полузащитника Франка Арнесена, в итоге амстердамцы в гостях одержал победу со счётом 2:4.
Но затем Вегелар больше месяца не выступал за основной состав амстердамцев, так как в то время в команде была довольно высокая конкуренция на всех позициях, кроме вратарской. Ян проигрывал место на поле более именитым одноклубникам. Несмотря на то, что Вегелар был нападающим, ему приходилось играть в защите клуба. В своём втором матче, который состоялся 28 сентября, Вегелару удалось отметиться голом, а его команда смогла дома одолеть «Гронинген» со счётом 5:1.
Главный тренер Лео Бенхаккер стал всё больше доверять Вегелару место в составе, однако чаще всего выпускал его на замену. В дебютном сезоне Ян провёл в чемпионате 15 игр, а также сыграл два матча в Кубке европейских чемпионов против мюнхенской «Баварии». В Кубке Нидерландов «Аякс» смог дойти до финала турнира, который состоялся 28 мая 1981 года. В финальной игре амстердамцы уступили клубу АЗ со счётом 1:3, Вегелар в матче появился на замену во втором тайме. Однако на следующий сезон Вегелар не попал в заявку команду.
Летом 1982 года Ян вместе со своим одноклубником Рини ван Роном сменил «Аякс» на ПЕК Зволле, чьим тренером тогда являлся Фриц Корбах. Вегелар получил приглашение от этого клуба в июне, и вскоре подписал с командой двухлетний контракт. В клубе он был заявлен под третьим номером. В чемпионате Нидерландов за свою новую команду Ян сыграл 21 августа против «Гронингена». На своём стадионе ПЕК проиграл со счётом 1:3, единственный мяч у хозяев забил защитник Класс Дрост. За клуб Вегелар в сезоне 1982/1983 провёл 22 матча в чемпионате, Ян больше выступал на позиции полузащитника. ПЕК Зволле чудом избежал вылета в Первый дивизион по итогам чемпионата, хотя именно в этом сезоне клуб смог одержать свою самую крупную домашнюю победу в Высшем дивизионе Нидерландов, 22 января 1983 года со счётом 5:0 был повержен клуб «Рода».

## Статистика по сезонам
| Клуб             | Сезон            | Лига | Лига | Кубок | Кубок | Прочие | Прочие | Итого | Итого |
| Клуб             | Сезон            | Игры | Голы | Игры  | Голы  | Игры   | Голы   | Игры  | Голы  |
| ---------------- | ---------------- | ---- | ---- | ----- | ----- | ------ | ------ | ----- | ----- |
| Аякс             | 1980/81          | 15   | 1    | 5     | 0     | 2      | 0      | 22    | 1     |
| Аякс             | Итого            | 15   | 1    | 5     | 0     | 2      | 0      | 22    | 1     |
| ПЕК Зволле       | 1982/83          | 22   | 0    | ?     | 0     |        |        | 22    | 0     |
| ПЕК Зволле       | 1983/84          | 20   | 1    | ?     | 0     |        |        | 20    | 1     |
| ПЕК Зволле       | 1984/85          | 34   | 2    | ?     | 0     |        |        | 34    | 2     |
| ПЕК Зволле       | 1985/86          | 26   | 0    | ?     | 0     |        |        | 26    | 0     |
| ПЕК Зволле       | 1986/87          | 2    | 0    | ?     | 0     |        |        | 2     | 0     |
| ПЕК Зволле       | Итого            | 104  | 3    | ?     | 0     |        |        | 104+  | 3     |
| → Виллем II      | 1986/87          | 20   | 1    | 0     | 0     |        |        | 20    | 1     |
| → Виллем II      | Итого            | 20   | 1    | 0     | 0     |        |        | 20    | 1     |
| Всего за карьеру | Всего за карьеру | 139  | 5    | 5+    | 0     | 2      | 0      | 146+  | 5     |